# Knotenpotentialverfahren
Das Knotenpotentialverfahren (auch Knotenspannungsanalyse oder Knotenadmittanzverfahren) ist ein Verfahren zur Netzwerkanalyse in der Elektrotechnik. Mit dieser Methode lassen sich die Knotenpotentiale eines elektrischen Netzwerks aus linearen Bauelementen bestimmen. Die Erweiterung MNA (modified nodal analysis) schließt auch gesteuerte oder ungesteuerte Quellen (Transistor) mit ein.

## Anwendung des Verfahrens
Das Verfahren wird gewöhnlich zur Bestimmung eines Stromes in einem Zweig verwendet. Gegenüber der Zweigstromanalyse werden bei diesem Verfahren so viele Gleichungen eingespart, wie das Netzwerk unabhängige Maschen besitzt. Im Folgenden werden alle Schritte zum gesuchten Wert aufgezeigt. Dieses Verfahren gilt auch für komplexe und magnetische Netzwerke, sofern nur lineare Bauelemente vorkommen.

### Knotenpotentiale und Bezugsknoten festlegen
Bei einem Netzwerk mit k Knoten gibt es k−1 unabhängige Knotengleichungen. Für einen Knoten muss keine Gleichung aufgestellt werden, da sich dessen Gleichung aus den Gleichungen der anderen Knoten aufstellen ließe und damit linear abhängig wäre. Dieser Knoten ist deshalb der Bezugsknoten mit Nullpotential (Masse) und kann beliebig gewählt werden. Zweckmäßigerweise sollte der Knoten an einem Zweig mit gesuchtem Spannungsabfall liegen, da so schon ein benötigtes Potential feststeht und das Gleichungssystem einmal weniger gelöst werden muss. Alle anderen Potentiale sind noch unbekannt und werden mit einem eindeutigen Variablennamen bezeichnet.

### Umwandlung der Widerstände und Spannungsquellen

Thévenin-Norton-Äquivalent-Umwandlung

Die Zweigströme werden als Produkt aus Zweigleitwert und Knotenpotenzialdifferenz ausgedrückt. Deshalb werden die Zweigwiderstände durch deren Leitwerte ersetzt und die Spannungsquellen nach dem Norton-Theorem in Ersatzstromquellen umgeformt.
{\displaystyle G_{ij}={\frac {1}{R_{ij}}}}
{\displaystyle I_{q_{ij}}=U_{q_{ij}}\cdot G_{ij}}
Ideale Spannungsquellen ohne Widerstand im Zweig können nicht umgeformt werden. Weiteres dazu im Punkt Behandlung von idealen Spannungsquellen.

### Matrix des linearen Gleichungssystems aufstellen
Die Leitwertmatrix wird wie folgt aufgestellt:
- Auf der Hauptdiagonalen {\displaystyle \forall \,i,j} mit {\displaystyle i=j} steht die Summe der Leitwerte aller Zweige, die mit Knoten {\displaystyle i} verbunden sind.
- An den anderen Stellen {\displaystyle \forall \,i,j} mit {\displaystyle i\neq j} steht die negative Summe der Leitwerte zwischen den benachbarten Knoten {\displaystyle i} und {\displaystyle j} (Koppelleitwerte). Besteht keine direkte Verbindung zwischen zwei Knoten, wird an dieser Stelle eine Null eingetragen.

{\displaystyle {\begin{pmatrix}G_{11}&-G_{12}&\dots &-G_{1n}\\-G_{21}&G_{22}&\dots &-G_{2n}\\\vdots &\vdots &\vdots &\vdots \\-G_{n1}&-G_{n2}&\dots &G_{nn}\end{pmatrix}}\cdot {\begin{pmatrix}\varphi _{1}\\\varphi _{2}\\\vdots \\\varphi _{n}\end{pmatrix}}={\begin{pmatrix}I_{1}\\I_{2}\\\vdots \\I_{n}\end{pmatrix}}}
Die Leitwertmatrix ist eine symmetrische Matrix. Folglich sind die gegenüberliegenden Koppelleitwerte (bezüglich der Hauptdiagonale) identisch {\displaystyle \left(G_{ij}=G_{ji}\,\forall \,i,j\right.} mit {\displaystyle \left.i\neq j\right)}. Das muss so sein, weil sich diese Koppelleitwerte in beiden Fällen zwischen denselben Knoten befinden. Im Gegensatz zu den positiven Summenleitwerten auf der Hauptdiagonalen sind alle Koppelleitwerte negativ.
Im Vektor der Knotenpotentiale {\displaystyle \varphi _{i}} muss die gleiche Reihenfolge wie auf der Hauptdiagonalen der Leitwertmatrix eingehalten werden.
Im Vektor der Knotenströme {\displaystyle I_{i}} auf der anderen Seite des Gleichungssystems steht die Summe der Ersatzstromquellen mit denen der jeweilige Knoten verbunden ist. Hinfließende Ströme gehen positiv, wegfließende Ströme gehen negativ in die Summe ein (es geht auch andersherum, es muss nur einheitlich für alle Knoten erfolgen). Sind keine Quellen mit dem Knoten verbunden, wird eine Null eingetragen.

### Behandlung idealer Spannungsquellen
Ideale Spannungsquellen (ohne Innen-/Zweigwiderstand), die sich in einem Zweig zwischen zwei Knoten befinden, verlangen ein besonderes Vorgehen. Die Spannung zwischen den beiden Knoten ist dann gleich der Quellenspannung und ein Potential kann mit Hilfe des konstanten Wertes der Quellspannung aus dem anderen direkt berechnet werden. Es stehen zwei Wege zur Verfügung.

#### Stromstärke als Unbekannte einführen
Dabei ist zu beachten, in welche Richtung die Spannung der Quelle abfällt:
{\displaystyle \varphi _{\text{high}}-\varphi _{\text{low}}=U_{q_{\text{ideal}}}} mit Spannungsabfall von „high“-Knoten zu „low“-Knoten
Die Gleichung wird nach dem zu ersetzenden Potential umgeformt und in das Gleichungssystem eingesetzt. Falls einer der Knoten der Bezugsknoten ist, muss selbstverständlich das Potential des anderen ersetzt werden. Im Gleichungssystem wird der eingesetzte Term in jeder Zeile mit den Leitwerten in der zugehörigen Spalte multipliziert. Die Terme mit {\displaystyle U_{q_{\text{ideal}}}} werden auf die Seite der Stromquellen verschoben.
Das weitere Vorgehen ist nun abhängig von der Position des Bezugsknotens. Alle Zeilen der ersetzten Potentiale, deren ideale Spannungsquelle mit dem Bezugsknoten direkt verbunden ist, müssen gestrichen werden. Dadurch reduziert sich der Grad des Gleichungssystems mit jeder idealen Spannungsquelle am Bezugsknoten um Eins. Für alle anderen idealen Spannungsquellen wird in ihren Zweig ein unbekannter Zweigstrom eingeführt. Diese werden zunächst auf die Seite der Stromquellen nach dem gleichen Schema wie die Stromquellen eingetragen. Hinfließende addiert, Wegfließende subtrahiert. Abschließend werden die unbekannten Zweigströme auf die linke Seite gebracht. Für ideale Spannungsquellen ohne direkte Verbindung zum Bezugsknoten reduziert sich der Grad des Gleichungssystems folglich nicht, da für jedes entfallene Potential ein unbekannter Strom hinzukommt.

#### Superknoten verwenden

Beispiel für Superknoten

Die ideale Spannungsquelle wird mit einer (gedachten) Hülle umgeben (siehe Graphik). Für diesen Superknoten, an den in der Graphik vier Zweige angeschlossen sind, wird genau wie bei einem einfachen Knoten die Stromgleichung aufgestellt, hier also
{\displaystyle G_{1}(-\varphi _{2}-U_{q})+G_{3}(\varphi _{1}-\varphi _{2}-U_{q})+G_{5}(\varphi _{1}-\varphi _{2})+G_{4}(-\varphi _{2})=0.}
Da anders als bei dem oben erläuterten Weg keine unbekannte Stromstärke für die Quelle benötigt wird, hat das Gleichungssystem pro idealer Spannungsquelle eine Gleichung weniger.

### Gesuchte Potentiale berechnen

Zweig mit Spannungsquelle

Vor der Berechnung eines Zweigstromes müssen die Potenziale der beiden angrenzenden Knoten (φi und φj) bekannt sein. Dazu wird das Gleichungssystem für eines der Potentiale gelöst. Dies geschieht entweder mit Hilfe der Cramerschen Regel oder durch das Gaußsche Eliminationsverfahren. Sollte einer davon der Bezugsknoten sein, muss nur ein Potential berechnet werden. Die Zweigspannung wird durch die Differenz der Knotenpotentiale für gewöhnlich so berechnet, dass die resultierende Zweigspannung in die vermutete Richtung des gesuchten Stroms abfällt. Der Wert einer eventuell vorhandenen Spannungsquelle im Zweig muss nach dem Maschensatz von der Zweigspannung subtrahiert werden, wenn ihre Spannung in Richtung Zweigspannung abfällt, oder addiert werden, wenn sie in entgegengesetzte Richtung verläuft. Das Ergebnis wird anschließend durch den Zweigwiderstand geteilt bzw. mit dem Zweigleitwert multipliziert, um den gesuchten Strom zu erhalten. Ein positiver Zweigstrom fließt in Richtung des Spannungsabfalls der Knotenpotenzialdifferenz, ein negativer Zweigstrom in entgegengesetzte Richtung.
{\displaystyle I_{ij}={\frac {\varphi _{i}-\varphi _{j}\pm U_{q_{ij}}}{R_{ij}}}=\left(\varphi _{i}-\varphi _{j}\pm U_{q_{ij}}\right)\cdot G_{ij}}

## Beispiel

Schaltung zur Demonstration des Knotenpotentialverfahrens

Gesucht ist {\displaystyle I_{6}} in der rechts dargestellten Schaltung. Dieser wird nun Schritt für Schritt mit Hilfe des Knotenpotentialverfahrens berechnet.

### Knotenpotentiale und Bezugsknoten festlegen
Zur schnelleren Berechnung wird ein Knoten, mit dem der Zweig von {\displaystyle I_{6}} verbunden ist, zum Bezugsknoten mit Nullpotential. In diesem Beispiel fiel die Entscheidung auf den unteren Knoten. Die restlichen drei Knoten werden mit {\displaystyle \varphi _{1}}, {\displaystyle \varphi _{2}} und {\displaystyle \varphi _{3}} bezeichnet. Wie hier im Falle des Bezugsknotens ist zu beachten, dass mehrere dargestellte Knoten praktisch nur ein Knoten sind, wenn sich auf den Zweigen zwischen ihnen keine Schaltungselemente befinden.

### Umwandlung der Widerstände und Spannungsquellen
In der Schaltung befinden sich zwei Spannungsquellen und eine Stromquelle. Die Spannungsquellen werden wie oben beschrieben in Ersatzstromquellen umgeformt.
{\displaystyle I_{q1}={\frac {U_{q1}}{R_{3}}}} und {\displaystyle I_{q3}={\frac {U_{q3}}{R_{6}}}}
Zu beachten ist, dass die korrekte Stromrichtung bei den Stromquellen eingezeichnet wird. Außerdem ist nun der Strom durch {\displaystyle G_{6}} nicht mehr gleich {\displaystyle I_{6}}, weil sich dieser nun auf die Zweige von {\displaystyle G_{6}} und {\displaystyle I_{q3}} aufteilt. Nach dem Ersetzen der Widerstände mit ihren Leitwerten ergibt sich die untere Schaltung im Bild.

### Gleichungssystem aufstellen
Nach den oben genannten Regeln wird nun das Gleichungssystem in Matrixform aufgestellt.
{\displaystyle {\begin{pmatrix}G_{1}+G_{2}+G_{3}+G_{4}&-G_{4}&-G_{3}\\-G_{4}&G_{4}+G_{5}+G_{6}&-G_{5}\\-G_{3}&-G_{5}&G_{3}+G_{5}+G_{7}\end{pmatrix}}\cdot {\begin{pmatrix}\varphi _{1}\\\varphi _{2}\\\varphi _{3}\end{pmatrix}}={\begin{pmatrix}-I_{q1}+I_{q2}\\-I_{q2}+I_{q3}\\I_{q1}\end{pmatrix}}}

### Gesuchte Potentiale berechnen
Da das Bezugspotential schon bekannt ist, wird nur noch das Potential {\displaystyle \varphi _{2}} benötigt. Für diese Berechnung stehen eine Vielzahl von Lösungsverfahren zur Verfügung.
Mit Hilfe des berechneten Potentials folgt die Bestimmung des gesuchten Stroms {\displaystyle I_{6}}. Das Nullpotential wird durch {\displaystyle 0V} ausgedrückt. Die Potentialdifferenz wird in die vermutete Richtung von {\displaystyle I_{6}} gebildet. Der Wert der Spannungsquelle {\displaystyle U_{q3}} muss nach oben erwähnter Regel zur Differenz addiert werden.
{\displaystyle I_{6}={\frac {0V-\varphi _{2}+U_{q3}}{R_{6}}}}

## Anwendung auf nicht-ohmsche Bauteile

### Komplexe Widerstände
Kondensatoren und Spulen können bei einer gegebenen Frequenz als komplexe Widerstände (Impedanzen) aufgefasst werden. Ein Schaltkreis mit Impedanzen kann durch ein lineares Gleichungssystem beschrieben werden, welches mit dem Gauß-Jordan-Algorithmus auf die gleiche Weise gelöst werden kann wie ein reelles Gleichungssystem. In der elektrischen Energietechnik ist oft die Berechnung einer linearen Schaltung bei der Netzfrequenz von 50 Hz ausreichend, was von Hand möglich ist. In der linearen Schaltungstechnik berechnet man die Knotenpotentiale meist für jede interessierende Frequenz einzeln, wofür sich eine Computerunterstützung empfiehlt. Die grafische Darstellung des komplexen Ausgangssignals über alle Frequenzen ergibt ein Bode-Diagramm, aus dem Amplitude und Phasenverschiebung für jede Frequenz abgelesen werden können. Durch Einführung gesteuerter Quellen können auch ideale Transistoren als stromgesteuerte Stromquellen sowie Operationsverstärker simuliert werden. Hierbei ist zu beachten, dass die Signale in der echten Schaltung im linearen Bereich bleiben müssen. Mit diesem Verfahren lassen sich aktive und passive Filter im Frequenzraum berechnen. Durch eine Fouriertransformation erhält man daraus die Signale im Zeitraum.

### Nichtlineare Bauteile
Zur Simulation nichtlinearer Schaltungen ist die komplexe Knotenspannungsanalyse ungeeignet, da das Verhalten nichtlinearer Bauteile (z. B. Dioden oder reale Transistoren) zu einem diskreten Zeitpunkt mit iterativen Verfahren berechnet werden muss. Hierbei können Kondensatoren als ladungsabhängige Spannungsquellen und Spulen als flussabhängige Stromquellen aufgefasst werden, deren Werte nach jedem Zeitintervall durch Integrieren des Stroms durch einen Kondensator und der Spannung an einer Spule über die Zeit angepasst werden. Mit diesem Verfahren können beliebige Schaltungen mit dem Computer simuliert werden.

## Anwendung
Das Knotenpotentialverfahren eignet sich hervorragend zur computerunterstützten Berechnung des Lösungsvektors, da sein Lineares Gleichungssystem durch einen einfacher zu programmierenden Algorithmus aufgestellt werden kann als beim Maschenstromverfahren, bei dem zunächst das Netzwerk graphentheoretisch nach einem vollständigen Baum abgesucht werden muss. Es bildet deshalb die Basis der meisten Rechnerprogramme zur Analyse Linearer Elektrischer Netzwerke. Allerdings ist die optimale Auswahl des zu verwendenden Netzwerkanalyseverfahrens abhängig von der Struktur des Netzwerks (Anzahl der Zweige verglichen mit der Anzahl der Knoten) und in der Praxis individuell für jedes Netzwerk.